# Wólka Kańska (przystanek kolejowy)
Wólka Kańska – przystanek kolejowy w Wólce Kańskiej, w województwie lubelskim, w Polsce. Znajdują się tu 2 perony.
Przystanek został oddany do użytku w 1992 roku. 

## Ruch pasażerski[2]
| Rok  | Wymiana pasażerska na dobę |
| ---- | -------------------------- |
| 2017 | 100-149                    |
| 2018 | 100-149                    |
| 2019 | 100-149                    |
| 2020 | 50-99                      |
| 2021 | 50-99                      |
| 2022 | 100-149                    |
| 2023 | 100-149                    |